# Pavlos Pavlidis
Pavlos Pavlidis (en griego: Παναγιώτης Παυλίδης; ? - 1968) fue un tirador griego, que compitió en los Juegos Olímpicos de Atenas 1896.
Pavlidis compitió en la prueba de rifle militar 200 m, del programa de tiro, en el que terminó segundo con una puntuación de 1.978 puntos, acertando 38 blancos de los 40 que tenía disponible en la prueba.
También compitió en las pruebas de Rifle libre 300m, y Pistola militar 25 m.